# Elk Plain
Elk Plain ist ein census-designated place (CDP) im Pierce County im US-Bundesstaat Washington. Zum United States Census 2020 hatte Elk Plain 14.534 Einwohner.

## Geographie
Nach dem United States Census Bureau nimmt der CDP eine Gesamtfläche von 24,8 km² ein, worunter keine Wasserflächen sind.

## Demographie
Nach der Volkszählung von 2000 gab es in Elk Plain 15.697 Einwohner, 4.990 Haushalte und 4.166 Familien. Die Bevölkerungsdichte betrug 633,3 pro km². Es gab 5.211 Wohneinheiten bei einer mittleren Dichte von 210,2 pro km².
Die Bevölkerung bestand zu 80,57 % aus Weißen, zu 5,4 % aus Afroamerikanern, zu 1,23 % aus Indianern, zu 4,05 % aus Asiaten, zu 1,37 % aus Pazifik-Insulanern, zu 1,48 % aus anderen „Rassen“ und zu 5,89 % aus zwei oder mehr „Rassen“. Hispanics oder Latinos „jeglicher Rasse“ bildeten 4,73 % der Bevölkerung.
Von den 4990 Haushalten beherbergten 48,8 % Kinder unter 18 Jahren, 66,9 % wurden von zusammen lebenden verheirateten Paaren, 10,5 % von alleinerziehenden Müttern geführt; 16,5 % waren Nicht-Familien. 12,1 % der Haushalte waren Singles und 2,6 % waren alleinstehende über 65-jährige Personen. Die durchschnittliche Haushaltsgröße betrug 3,12 und die durchschnittliche Familiengröße 3,34 Personen.
Der Median des Alters in der Stadt betrug 32 Jahre. 32,9 % der Einwohner waren unter 18, 7,7 % zwischen 18 und 24, 34 % zwischen 25 und 44, 20 % zwischen 45 und 64 und 5,4 65 Jahre oder älter. Auf 100 Frauen kamen 101,9 Männer, bei den über 18-Jährigen waren es 101,3 Männer auf 100 Frauen.
Alle Angaben zum mittleren Einkommen beziehen sich auf den Median. Das mittlere Haushaltseinkommen betrug 54.400 US$, in den Familien waren es 57.004 US$. Männer hatten ein mittleres Einkommen von 39.242 US$ gegenüber 26.105 US$ bei Frauen. Das Pro-Kopf-Einkommen betrug 19.547 US$. Etwa 5,5 % der Familien und 7,8 % der Gesamtbevölkerung lebte unterhalb der Armutsgrenze; das betraf 10,1 % der unter 18-Jährigen und 0,4 % der über 65-Jährigen.

## Bildung
Öffentliche Schulen in Elk Plain sind Teil des Bethel School District. Die in oder um Elk Plain befindlichen Schulen sind:
- Grundschulen:
  - Elk Plain School of Choice Elementary School
  - Centennial Elementary School
  - Shining Mountain Elementary School
- Junior Highschool:
  - Bethel Junior High School
- Highschool:
  - Bethel High School in Spanaway
- Privatschulen:
  - Bethel Baptist Christian School (Klassenstufen 4 … 12)
- Nahegelegene Colleges:
  - Pacific Lutheran University (Parkland)
  - Colleges in Tacoma
  - Colleges in Lakewood
  - Colleges in Puyallup
  - Colleges mit Kursen an der Joint Base Lewis-McChord